# Кондулис, Спирос
Спирос Кондулис (греч. Σπύρος Κοντούλης; 1915, Смирна — июнь 1944, Афины) — греческий футболист, игрок сборной Греции, участник Сопротивления в годы тройной, германо-итало-болгарской, оккупации Греции, погиб в июне 1944 года. Был в числе довоенных кумиров болельщиков футбольного клуба «Спортивного союза Константинополя» (АЕК). Член Коммунистической партии Греции.

## Детские годы в Ионии
Спирос Кондулис родился в 1915 году в малоазийской Смирне, которая после Первой мировой войны, в период 1919—1922 годов и согласно условиям Севрского мирного договора, находилась под греческим контролем.
Летом 1922 года турки прорвали фронт и устроили в Смирне резню. Семья Кондулиса выжила и после перипетий, семилетний Спирос, вместе со своей семьёй, обосновался в районе Никея города Пирей, основанном греческими беженцами из Малой Азии.

## Жизнь беженца
Осознавая что они стали жертвой не только турецкого национализма, но геополитических игр и интересов западных союзников, среди обездоленных беженцев стала преобладать левая идеология, в силу чего район стал более известен под именем Коккинийа (Κοκκινιά — один из эпитетов красного цвета краски), нежели под своим официальным именем.
При этом они продолжали давать имена «незабываемых Отечеств», не только основанным ими новым городским районам и сёлам, но и своим спортивным клубам.
Эта атмосфера и лишения, кроме прочего, определили политическую ориентацию Кондулса.

## Футбольная карьера

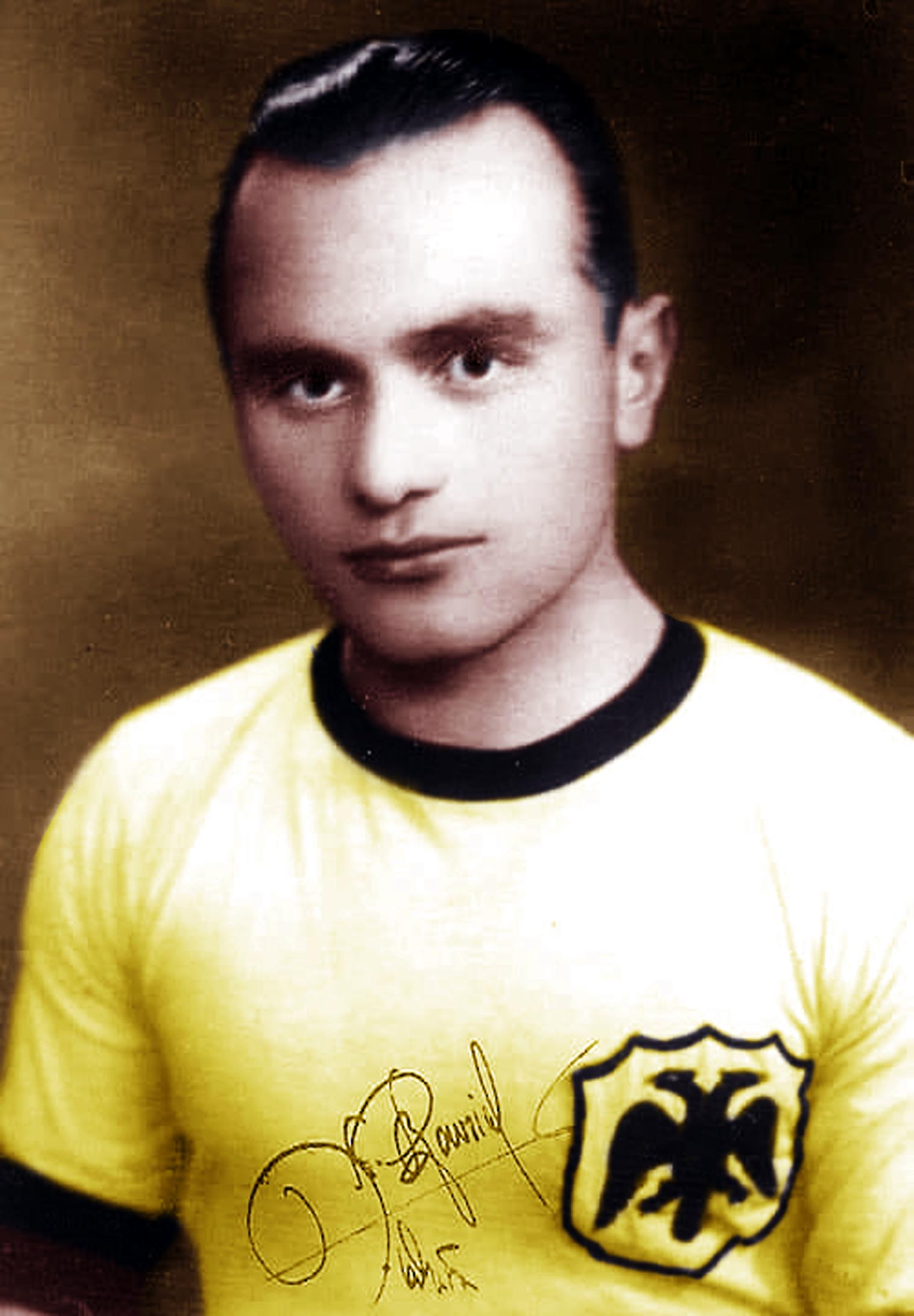
Спирос Кондулис в майке АЭК, с двуглавым византийским орлом, 1938 год

С малого возраста увлёкся футболом и начал играть в любительской команде Никеи. В полу-профессиональном греческом футболе начал играть в 1931 году. Сначала в пирейской (никейской) команде «Амина» (Оборона) (Α.Ε. Νικαίας). В 1935 году перешёл (полузащитником) в «Спортивный союз Константинополя» (АЭК), с которым завоевал титул чемпиона Греции в в период 1938-39 и периода 1939-40, а также кубок Греции периода 1938-39.

### Игрок сборной Греции
Кондулис выступил за сборную Греции в трёх играх в 1938 году, ставших последними играми греческой сборной до начала Второй мировой войны.
Начало Второй мировой войны и оккупация практически оборвала его футбольную карьеру.

## Сопротивление
В период Греко-итальянской войны (1940-41), на фронте в Албании, был ранен в ногу.
Когда же на помощь итальянцам пришла Гитлеровская Германия и страна была оккупирована, будучи уже членом Коммунистической партии, Кондулис принял участие в Движении Сопротивления в составе городских отрядов Народно-освободительной армии Греции (ЭЛАС).
Кондулис, действуя в подполье, был арестован в апреле 1944 года в Никее, после того как посетил свою мать и оказался в концлагере Хайдари, узники которого кроме прочего служили своего рода источником смертников для карательных расстрелов после успешных операций ЭЛАС.
Спирос Кондулис был убит в июне 1944 года, в попытке бежать с грузовика который вёз смертников из концлагеря на место расстрела в Кесариани

Несколькими днями раннее немцы расстреляли его брата.

## Память
Н. Бойопулос и Д. Милакас отметили имя Спироса Кондулиса в своей книге «Религия без неверных: Футбол» (Μια θρησκεία χωρίς απίστους: Ποδόσφαιρο).
20 ноября 2022 года, во время многолюдного мероприятия «АЭК означает беженцы», генсек компартии Д. Куцумбас, открыл памятную мраморную плиту с именем футболиста и участника Сопротивления С. Кондулиса, на стене у стадиона АЭК.